# Teenage Mutant Hero Turtles (Hörspielreihe)
Teenage Mutant Hero Turtles ist der Name einer 21-teiligen Hörspielreihe, die Anfang der 1990er Jahre vom deutschen Label OHHA produziert wurde und auf der gleichnamigen Zeichentrickserie basiert.

## Entstehung
Der Wiesbadener Verlag OHHA produzierte Anfang der 1990er Jahre eine 21-teilige Hörspielreihe, welche auf den ersten 42 deutschen Episoden der US-amerikanischen Zeichentrickserie Teenage Mutant Ninja Turtles (1987–1996) basierte. Für die Produktion wurden die originalen Dialoge aus den deutsch-synchronisierten Folgen der Serie verwendet und mit neuer Hintergrundmusik, neuen Toneffekten und einer neuen Titelmusik ausgestattet. Auf jeder der 21 Kassetten befinden sich zwei Folgen à ~17 Minuten:
1. Die Rückkehr des Shredder / Die Augen von Sanos
2. Die Macht des Kristalls / Teuflische Technik
3. Jagd der Entscheidung / Die Monster-Pizza
4. Die Duftfalle / Die Frösche kommen
5. Der Schlüssel der Macht / Die Roboter-Gefahr
6. Die fliegenden Teenager / April die Raubkatze
7. Der Großangriff / Die Ruhe vor dem Sturm
8. Das Fernsehekel / Irma, die Große
9. Eine Stadt geht in die Luft / Der Malteser Hamster
10. Die Verwandlung / Heiß und Kalt
11. Der Turtle-Fan / Kampf mit dem Rattenkönig
12. Im Reich der Saurier / Das Juwel der Krone
13. Das Schwert des Universums / Besuch aus der Zukunft
14. Die Flutkatastrophe / Die Führungskrise
15. Die vier Musketiere / Die Turtlejagd
16. Turtle-Power für Shredder / Invasion der Turtle-Jäger
17. Grün vor Neid / Gefangen in der Kamera
18. Die Rückkehr der Fliege / Casey Jones – Der Rächer
19. Unternehmergeist / Ein unglaubliches Abenteuer
20. Die Pizza-Falle / Der Gehirnverdreher
21. Die Rivalin des Shredders / Der Geist ruft

## Handlung
Die Serie dreht sich um die vier Brüder Leonardo, Donatello, Raphael und Michelangelo, vier Schildkröten, die durch den Kontakt mit einer mysteriös-leuchtenden Substanz namens „Ooze“ zu sprechenden Riesenschildkröten mutieren und seitdem unter der Obhut ihres Senseis Splinter, der sie in der fernöstlichen Kampfkunst Ninjutsu unterrichtet, für Recht und Ordnung kämpfen. Die Turtles leben im Kanalsystem von New York und wagen sich meist nur nachts an die Oberfläche, wo sie vor allem von der Fernsehreporterin April O’Neil unterstützt werden.
Die Turtles sind kontinuierlich darum bemüht, die bösen Pläne ihrer Widersacher, allen voran Shredder, ein ehemaliger Schüler Splinters, und Krang, ein Außerirdischer aus der Dimension X, zu durchkreuzen. Die beiden Schurken werden dabei jedoch von ihren Handlangern Bebop und Rocksteady, einem mutierten Warzenschwein bzw. Nashorn, sowie den sogenannten Fuß-Soldaten unterstützt. Im Laufe der Serie tauchen noch diverse weitere mutierte oder außerirdische Charaktere auf.

## Figuren
| Erzähler     | Martin Schlabs    | |
| Leonardo     | Wolfgang Jürgen   | Kämpft mit zwei Katana-Schwertern und ist der mutige Anführer der vier Turtles.                       |
| Donatello    | Rainer Schmitt    | Kämpft mit dem Bō und ist der intelligente Tüftler unter seinen Brüdern.                              |
| Raphael      | Boris Tessmann    | Kämpft mit zwei Sai, ist der Draufgänger der Gruppe und nie um einen Spruch verlegen.                 |
| Michelangelo | Lutz Schnell      | Kämpft mit zwei Nunchaku und ist der Spaßvogel der Hero Turtles.                                      |
| Splinter     | Harald Pages      | Der Sensei der Turtles war ursprünglich ein Mensch, wurde aber von Shredder in eine Ratte verwandelt. |
| April O’Neil | Marion Hilgers    | Eine rothaarige Fernsehreporterin von Kanal 6 und Kontaktperson der Turtles zur Oberwelt.             |
| Schredder    | Rüdiger Schulzki  | Erzfeind der Turtles und Anführer der Fuß-Soldaten.                                                   |
| Krang        | Achim Schülke     | Hochintelligenter Herrscher der Dimension X, welcher sein Dasein als körperloses Gehirn fristet.      |
| Bebop        | Gerd Marcel       | Schredders Handlanger, der durch Kontakt mit dem „Ooze“ zu einem Warzenschwein mutierte.              |
| Rocksteady   | Dieter B. Gerlach | Schredders Handlanger, der durch Kontakt mit dem „Ooze“ zu einem Nashorn mutierte.                    |